# Коронационный альбом Николая I
Коронацио́нный альбом Николая I — церемониальный альбом, повествующий о коронации венценосной четы: императора Российской империи Николая I, третьего сына императора Павла I, и его супруги, императрицы Александры Федоровны, состоявшейся в московском Кремле 22 августа 1826 года. Изданный в Париже в 1828 году, альбом стал библиографической редкостью уже в конце XIX века.
Полное название книги: «Виды самых интересных церемоний коронации их императорских величеств императора Николая I и императрицы Александры в Москве. Рисованы на местах лучшими художниками страны. Литографированы в Париже гг. Л. Куртеном и В. Адамом и напечатаны Энгельманом и Компанией. Париж, типография Фирмена Дидо, королевского типографа, 1828» // H. Graf, V. Adam et M. M. L. Courtin. Vues des cérémonies les plus intéressantes du Couronnement de Leurs Majestés Impériales L’Empereur Nicolas I et L’Impératrice Alexandra, à Moscou. Lithographies à Paris par M. M. L. Courtin et V. Adam, et imprimées par Engelmann et Co. Paris, imprimerie de Firmin Didot, 1828.

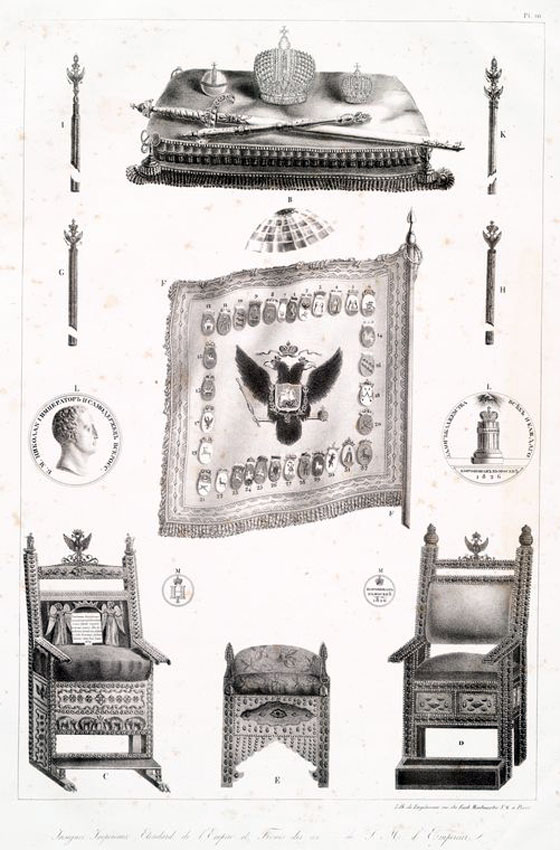
Атрибуты коронации

## Описание

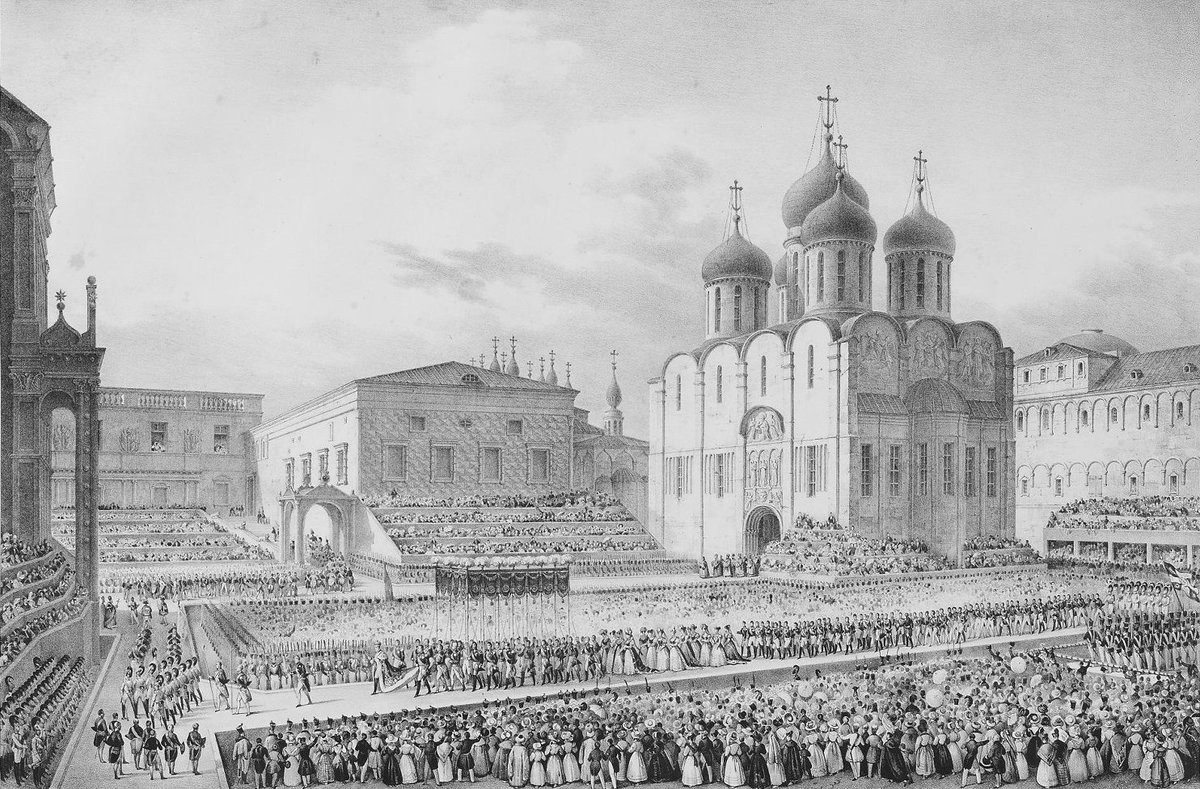
Возвращение Императорской фамилии в Кремлёвский дворец

Альбом, посвящённый священному коронованию венценосной четы и запечатлевший важнейшие моменты происходивших в Москве событий, был издан в Париже в 1828 году. Альбом открывается обращением Анри Графа (Henry Graf), составителя издания, к Николаю I. На следующих двух страницах приведён список публикуемых литографий и подписной лист из 187 фамилий в алфавитном порядке. В списке лиц, подписавшихся на издание, были члены российской императорской семьи, представители русской, французской, польской и прусской знати, а также крупные российские и европейские книготорговцы.
Издание содержит 14 листов монохромных литографий, выполненных гравёрами Куртеном (M. M. L. Courtin) и Адамом (Victor Adam), дополненных рисунками в тексте. Издатели уверяли читателя в «скрупулёзной точности» изготовленных изображений.

### Список литографий
- «Отъезд Императорской Фамилии из Петровского дворца в Москву»;
- «Объявление о коронации на Красной площади в Москве»;
- «Церемониальное шествие в Успенский собор» (4 фрагмента на двух листах);
- «План Кремля 1826 года с маршрутом Императорского кортежа»;
- «План Кремля в царствование Петра I»;
- «План Успенского собора»;
- «Церемония коронации»;
- «Выход процессии из собора»;
- «Возвращение Императорской фамилии в Кремлёвский дворец»;
- «Императорские регалии, штандарт и троны предков Его Императорского Величества»;
- «Праздник, данный народу Его Императорским Величеством» (на Девичьем поле);
- «План сооружений, воздвигнутых для народного праздника» (на Девичьем поле);
- «Депутация мусульман с Кавказа»;
- «Отъезд Императорской Фамилии из Москвы».

## Репринт
В 2008 году петербургское издательство «Альфарет» выполнило факсимильное переиздание альбома.